# Rieskrater Museum
Rieskrater Museum – muzeum przyrodnicze w Nördlingen poświęcone genezie i znaczeniu kraterow uderzeniowych, a zwłaszcza Nördlinger Ries.

## Historia
Na pomysł założenia muzeum wpadli regionalni geolodzy-amatorzy Julius Kavasch i jego syn Wulf-Dietrich Kavasch . Projekt wsparli naukowcy, m.in. Dieter Stöffler i władze miasta Nördlingen . Na siedzibę muzeum wybrano zabytkowy gmach stodoły z 1503 roku w starym mieście . Rieskrater Museum zostało uroczyście otwarte 6 maja 1990 roku .

## Zbiory

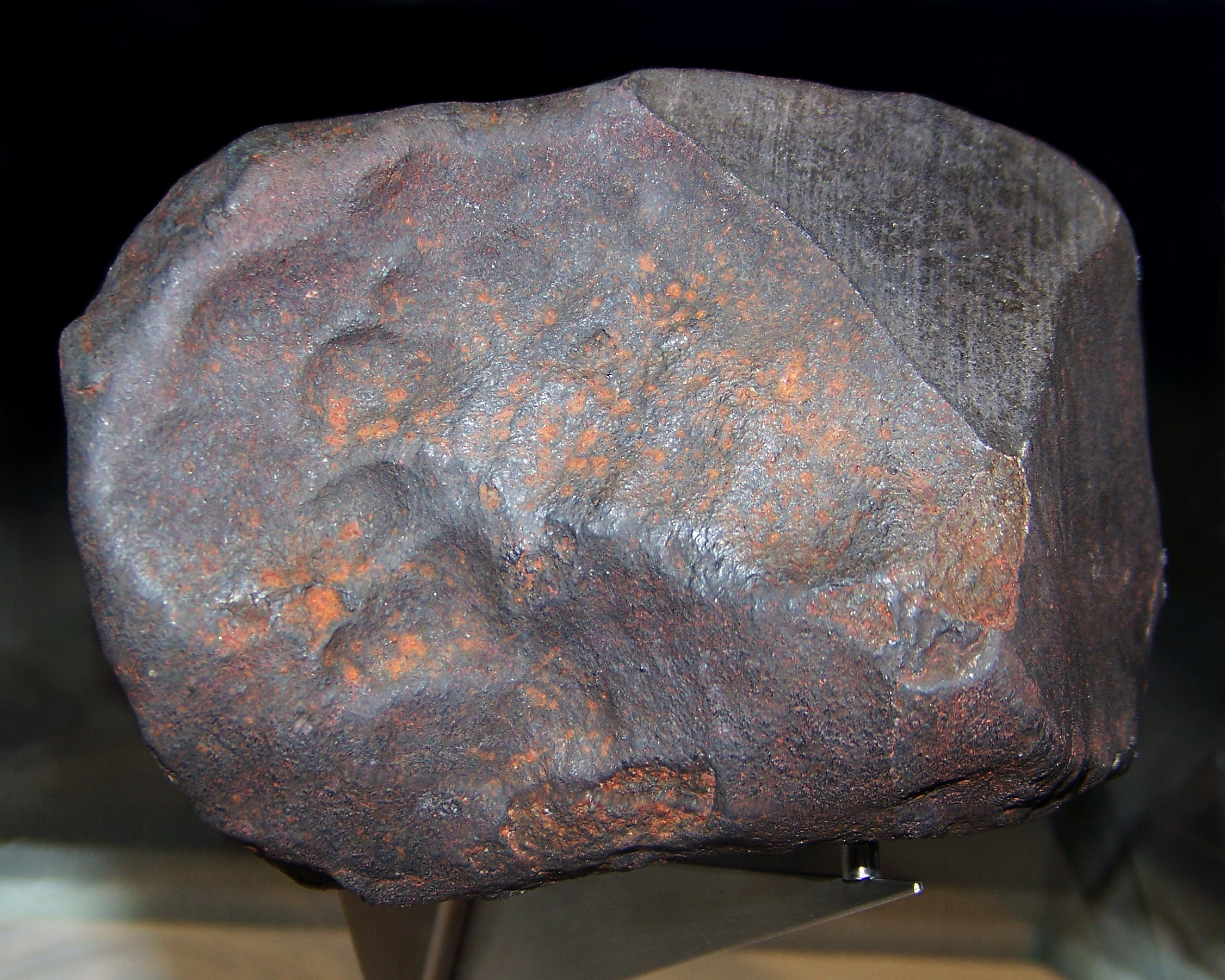
Meteoryt Neuschwanstein I w zbiorach muzeum

Wystawa stała poświęcona jest genezie i znaczeniu krateru uderzeniowego Nördlinger Ries, który powstał 15 milionów lat temu . Wyjaśnione są metody badania zdarzenia i geologii krateru oraz znaczenie uderzeń meteorytów dla rozwoju Ziemi . 
Wśród eksponatów znajdują się impaktyty, meteoryty i skamieniałości . 
Muzeum prezentuje również skałę księżycową (165 g) przywiezioną przez misję Apollo 16 .